# Zgornja Dobrava, Moravče
Zgornja Dobrava este o localitate din comuna Moravče, Slovenia, cu o populație de 48 de locuitori.